# Corinne Vigreux
Corinne Danièle Goddijn-Vigreux, appelée Corinne Vigreux est née le 9 décembre 1964. Elle est dirigeante d'entreprise et entrepreneure française. Elle fonde avec Peter-Frans Pauwels et Pieter Geelen Harold Goddijn la société néerlandaise TomTom, de systèmes de navigation GPS mobiles. Depuis 2008 elle est directrice générale du marketing chez TomTom,.

## Enfance et éducation
Corinne Vigreux née le 9 décembre 1964 à Lyon. Elle grandit dans la banlieue de Lyon à Vaulx-en-Velin, où et sa mère est préparatrice en pharmacie et son père acheteur pour une compagnie en chimie. Elle étudie au lycée du Parc avec une spécialisation en physique et en mathématiques, elle rejoint ensuite l'ESSEC Business School à Paris où elle obtient un diplôme de commerce international en 1987.

## Carrière
En 1987, Corinne Vigreux commence à travailler à Londres pour la société d'électronique Psion où elle est responsable des exportations, venant d'Afrique du Nord, Israël et de l'Europe. Alors qu'elle travaille chez Psion, elle rencontre Harold Goddijn qui souhaite distribuer les produits de l'entreprise aux Pays-Bas. Ils se marient en 1991 et déménagent aux Pays-Bas et pendant quelques mois, elle travaille pour une coopérative laitière tandis que son mari travaille pour Psion. Attirée par la technologie, Corinne Vigreux s'associe avec deux amis de Goddijn, Peter-Frans Pauwels et Pieter Geelen, et fonde Palmtop Software qui deviendra plus tard TomTom.
Initialement, Palmtop fabrique des produits portables pour le grand public mais, au début des années 2000, Bill Clinton ouvre l'accès au système GPS militaire, Corinne Vigreux et ses collègues réalisent qu'il y a des opportunités pour produire des appareils de cartographie dédiés. Le TomTom, premier appareil de navigation autonome, avec son propre écran tactile, sort en mars 2004. Le chiffre d'affaires explose au cours des quatre années suivantes avec des revenus passant de 42 millions d'euros à 1,8 milliard d'euros. En 2008, Corinne Vigreux est nommée directrice générale, directrice des ventes et directrice commerciale de TomTom, postes qu'elle occupe toujours.
Au cours des dernières années, le développement de Google de système de navigation pour smartphone affecte le secteur de la navigation par satellite. Néanmoins, Corinne Vigreux continue de voir des opportunités pour les systèmes de cartographie dans le secteur des véhicules autonomes. Elle lance une collaboration avec Nike pour une montre de sport. En avril 2015, TomTom Bandit, une caméra d'action innovante.
Corinne Vigreux fonde à Amsterdam CODAM, une école de programmation informatique privée, à but non lucratif et sans frais de scolarité, s'inspirant des méthodes novatrices de l'école 42 à Paris,,.

## Conseils d'administration et distinctions
- Corinne Vigreux est présidente du conseil d'administration de la Fondation Sofronie depuis janvier 2006. La Fondation Sofronie travaille avec des organisations caritatives et des organisations à but non lucratif qui se concentrent sur l'amélioration de la vie des jeunes défavorisés à l'aide de programmes éducatifs ou professionnels[9].
- Corinne Vigreux est élue le 4 mai 2016 membre indépendant du conseil d'administration pour un mandat de quatre ans au sein d'ILIAD, société mère de Free[9],[10].
- Elle est également membre du conseil consultatif du Dutch National Opera & Ballet[11].
- En 2012, elle est nommée chevalier de la Légion d'honneur pour son succès professionnel et son engagement social[12],[13].
- En octobre 2016, Corinne Vigreux est élue membre du conseil consultatif de Takeaway.com[14].
- En novembre 2016, Corinne Vigreux est décorée "Officier in de Orde van Oranje-Nassau"[15]

## Distinctions
- Chevalière de la Légion d'honneur (2012)

## Vie privée
Corinne Vigreux vit à Amsterdam. Elle est mariée à Harold Goddijn lui-même président et directeur général de TomTom. Ils ont deux enfants qui étudient à l'université.